# Герман Рехлінг
Герман Рехлінг (нім. Hermann Röchling; 21 листопада 1872, Фельклінген — 24 серпня 1955, Мангайм) — німецький підприємець. Кавалер Лицарського хреста Хреста Воєнних заслуг з мечами.

## Біографія
Син підприємця Карла Рехлінга. В 1898 році батько передав Герману компанію Völklinger Hütte. Учасник Першої світової війни, ротмістр 7-го драгунського полку. В 1915 році призначений керівником металургійного заводу, який виготовляв особливу сталь для сталевих шоломів. В 1919 році заарештований французькою владою і звинувачений у воєнних злочинах, проте був звільнений за умови передачі 60% акцій Völklinger Hütte французькому уряду. Згодом став одним із провідних німецьких промисловців: голова контрольної ради і власник фірми «Залізні і сталеливарні заводи» (Eisen- und Stallwerke GnbH, Фельклінген), головний співвласник концерну Gebrider Rochling Eisenhandelsgesellschaft (Людвігсгафен), голова контрольних рад фірм «Об'єднане будівельне товариство 1904» (Allgemeinenen Baugenossenschaft 1904), Hallische Salzwerke und Chemische Fabrik Kalbe і «Металургійні заводи братів Рехлінг» (Stahlwerke Rochling-Bruders AG). Також Рехлінг був військово-економічним радником імперського уряду. Після Французької кампанії був призначений уповноваженим з металургійних заводів Мозеля і Мерт-е-Мозеля, а також уповноваженим з озброєння, а представники його концерну також зайняли посади уповноважених з сталеливарної промисловості в інших окупованих країнах. Крім того, Рехлінг був головою Імперської сталеливарної асоціації і входив до складу ради Імперського банку. Після війни заарештований американськими військами і переданий французькій владі, яка засудила Рехлінга до 10 років ув'язнення з позбавленням громадянських прав і конфіскацією всього майна. В серпні 1951 року достроково звільнений за станом здоров'я, але із забороною відвідувати Саар. Через 4 роки помер від наслідків ув'язнення. 

## Оцінка сучасників
Рехлінг користувався любов'ю робітників за турботу про здоров'я і добробут їхніх сімей, зокрема безкоштовну шкільну освіту для дітей робітників і медичне обслуговування. Рехлінг за свій рахунок відкрив госпіталь для робітників металургійних заводів.

## Нагороди
- Залізний хрест 2-го і 1-го класу
- Орден «За заслуги» (Баварія) 4-го класу з мечами
- Медаль «За вислугу років у ландвері» (Пруссія)
- Галліполійська зірка (Османська імперія)
- Хрест «За заслуги у військовій допомозі»
- Орден Святого Михайла (Баварія), почесний хрест 3-го класу
- Почесний доктор філософії (1922)
- Медаль Рудольфа Дізеля
- Пам'ятна медаль Грасгофа (1934)
- Почесний хрест ветерана війни з мечами
- Лідер воєнної економіки
- Хрест Воєнних заслуг 2-го і 1-го класу з мечами
- Орлиний щит Німецької імперії (12 листопада 1942)
- Почесний знак «Піонер праці» (1 травня 1944)[6]
- Лицарський хрест Хреста Воєнних заслуг з мечами (17 грудня 1944)[6]
- Кільце Вернера фон Сіменса (1952)